# Irene Ellenberger
Irene Ellenberger (Wernigerode, 20 avril 1946) est une architecte et femme politique allemande. Elle a été membre du Parti social-démocrate (RDA).